# Fjaler
Fjaler este o comună din provincia Sogn og Fjordane, Norvegia.